# Genista aetnensis
Genista aetnensis es una especie de gran arbusto o pequeño árbol perteneciente a la familia de las fabáceas. Es endémica de la isla de Sicilia.

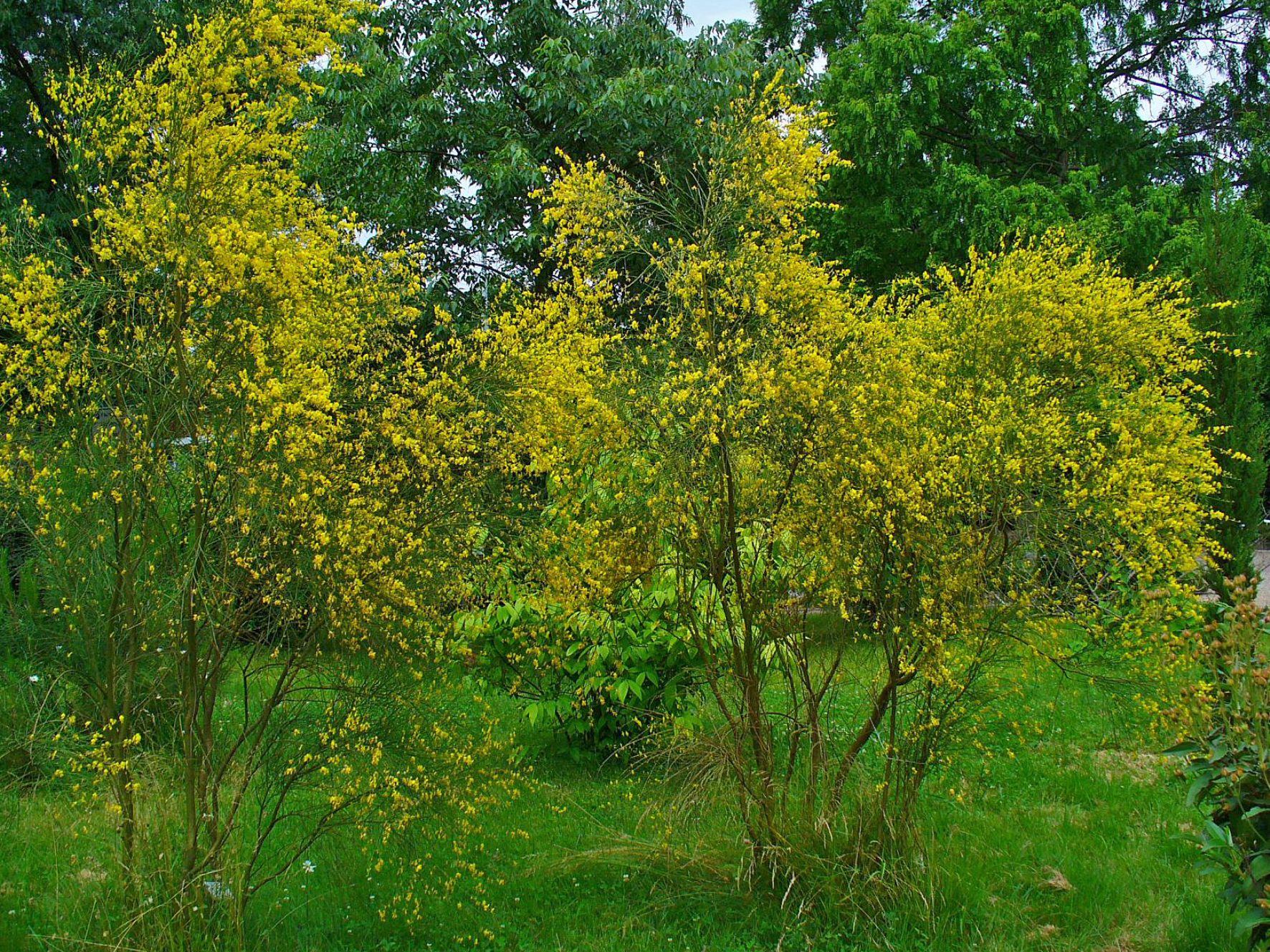

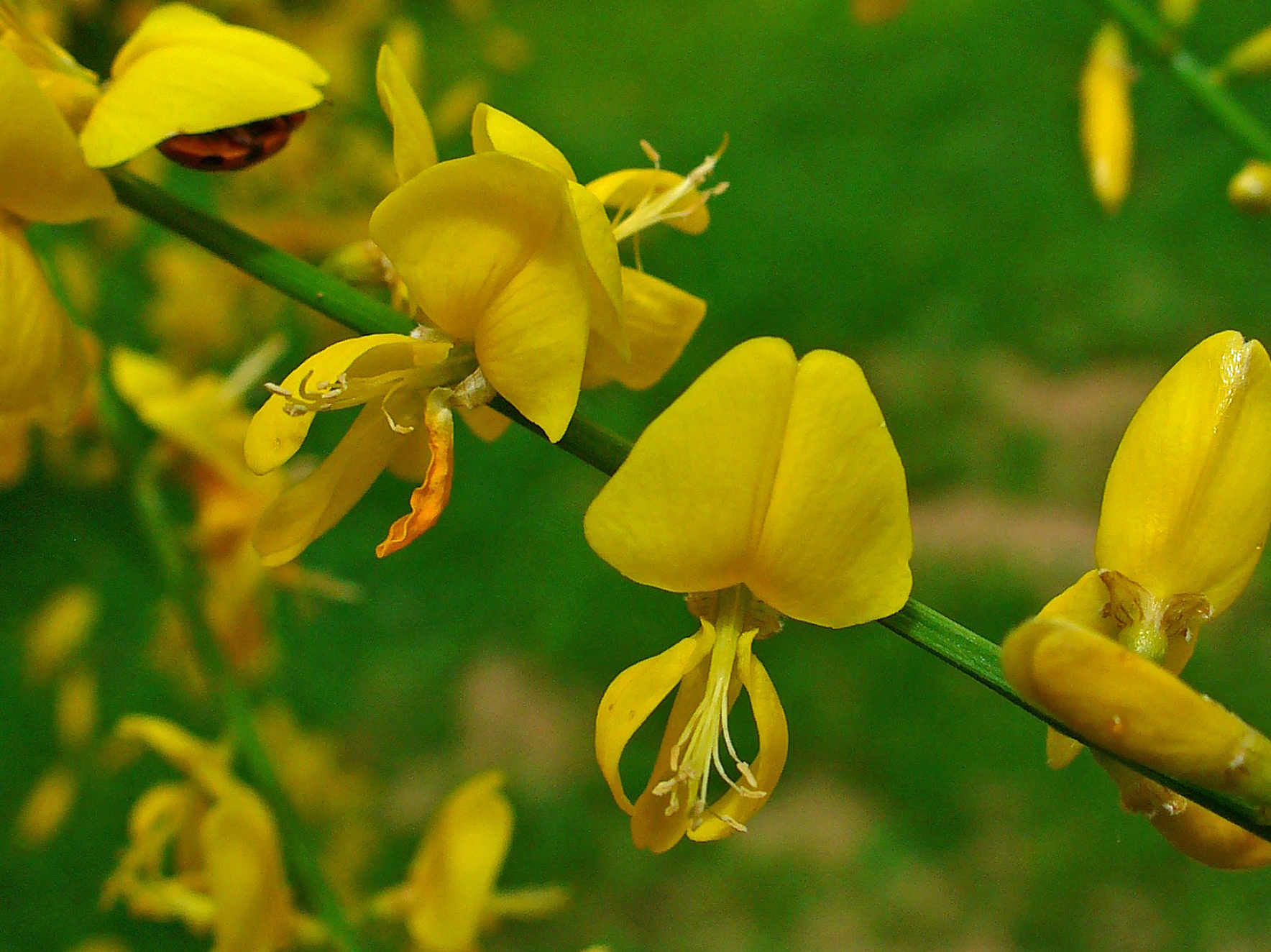

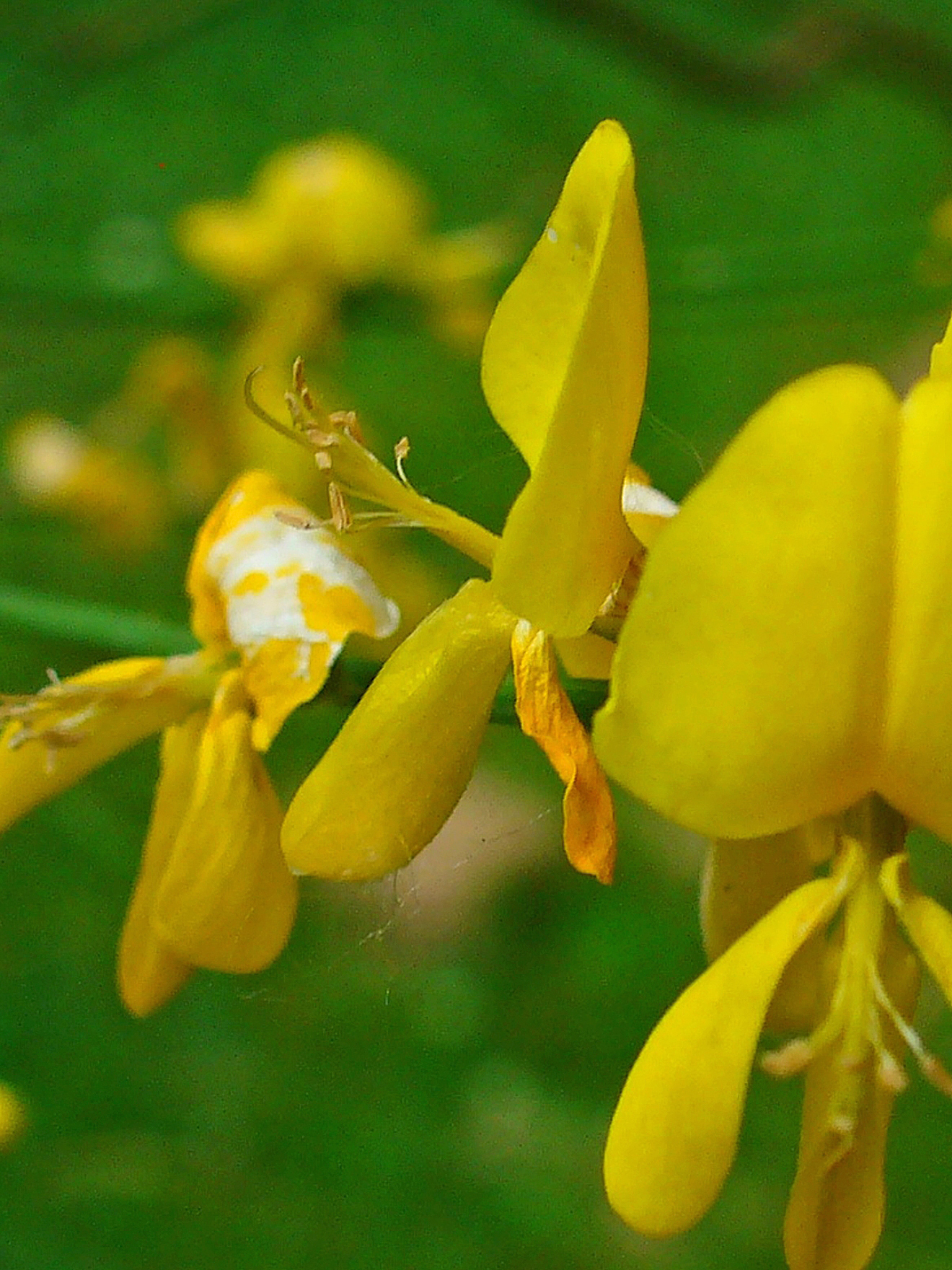

## Descripción
Se trata de una planta con porte arbóreo, que puede llegar a los diez metros de altura. Esta característica lo distingue de otras especies del género que suelen ser arbustos. El árbol se expande de forma irregular, y se compone de ramas verdes. Las hojas , que están presentes desde octubre a abril, son lanceoladas y tienen 1 cm de largo. Las flores son amarillas y dispuestas en racimos alargados. Los frutos son legumbres, de color café y glabros,  contienen 2-4 semillas lenticulares.

## Distribución y hábitat
Crece silvestre en Sicilia de donde es endémica. Se encuentra en las laderas de las colinas y las montañas del Etna, a veces en asociación con Adenocarpus bivonii, y en Cerdeña y  Europa del Este, donde se introdujo para la forestación, y en el Vesuvio y en Peloritani.
Prefiere los suelos pobres y secos. Hasta la creación del Parque del Etna se utilizó para obtener carbón .

## Taxonomía
Genista aetnensis fue descrita por (Raf. ex Biv.) DC.
Etimología
Genista: nombre genérico que proviene del latín de la que los reyes y reinas Plantagenet de Inglaterra tomaron su nombre, planta Genesta o plante genest, en alusión a una historia que, cuando Guillermo el Conquistador se embarcó rumbo a Inglaterra, arrancó una planta que se mantenía firme, tenazmente, a una roca y la metió en su casco como símbolo de que él también sería tenaz en su arriesgada tarea. La planta fue la  llamada planta genista en latín. Esta es una buena historia, pero por desgracia Guillermo el Conquistador llegó mucho antes de los Plantagenet y en realidad fue Godofredo de Anjou que fue apodado el Plantagenet, porque llevaba un ramito de flores amarillas de retama en su casco como una insignia (genêt es el nombre francés del arbusto de retama), y fue su hijo, Enrique II, el que se convirtió en el primer rey Plantagenet. Otras explicaciones históricas son que Geoffrey plantó este arbusto como una cubierta de caza o que él la usaba para azotarse a sí mismo. No fue hasta que Ricardo de York, el padre de los dos reyes Eduardo IV y Ricardo III, cuando los miembros de esta familia adoptaron el nombre de Plantagenet, y luego se aplicó retroactivamente a los descendientes de Godofredo I de Anjou como el nombre dinástico.
aetnensis: epíteto geográfico que alude a su localización en el Etna.
Sinonimia
- Cytisanthus aetnensis (Biv.) Cristof. & Feoli Chiapella
- Spartium aetnensis Biv.[3]

## Galería

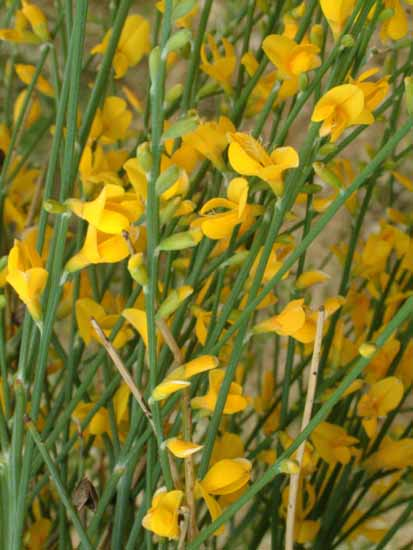
Genista aetnensis
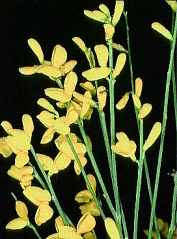
Genista aetnensis
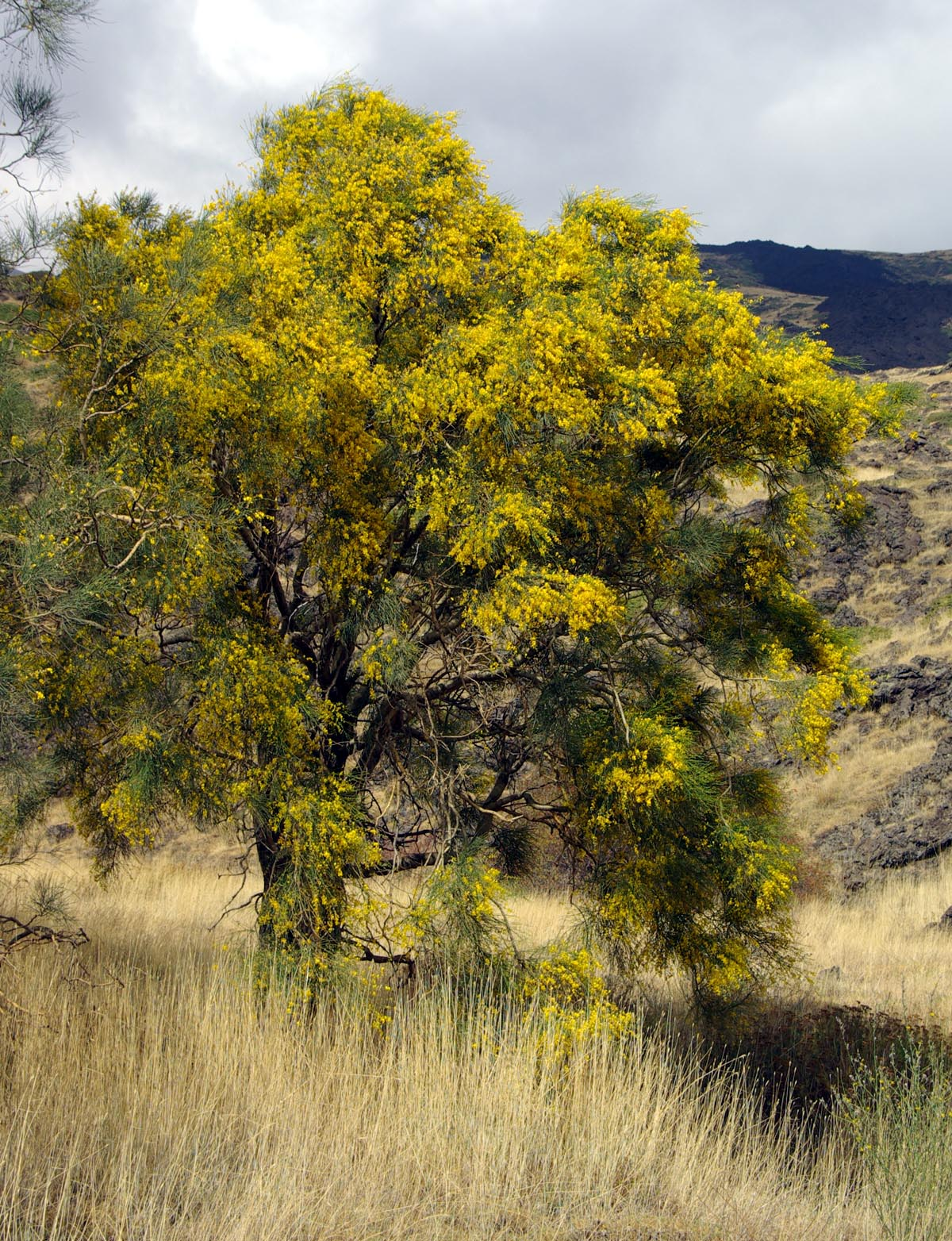
En las laderas del Etna
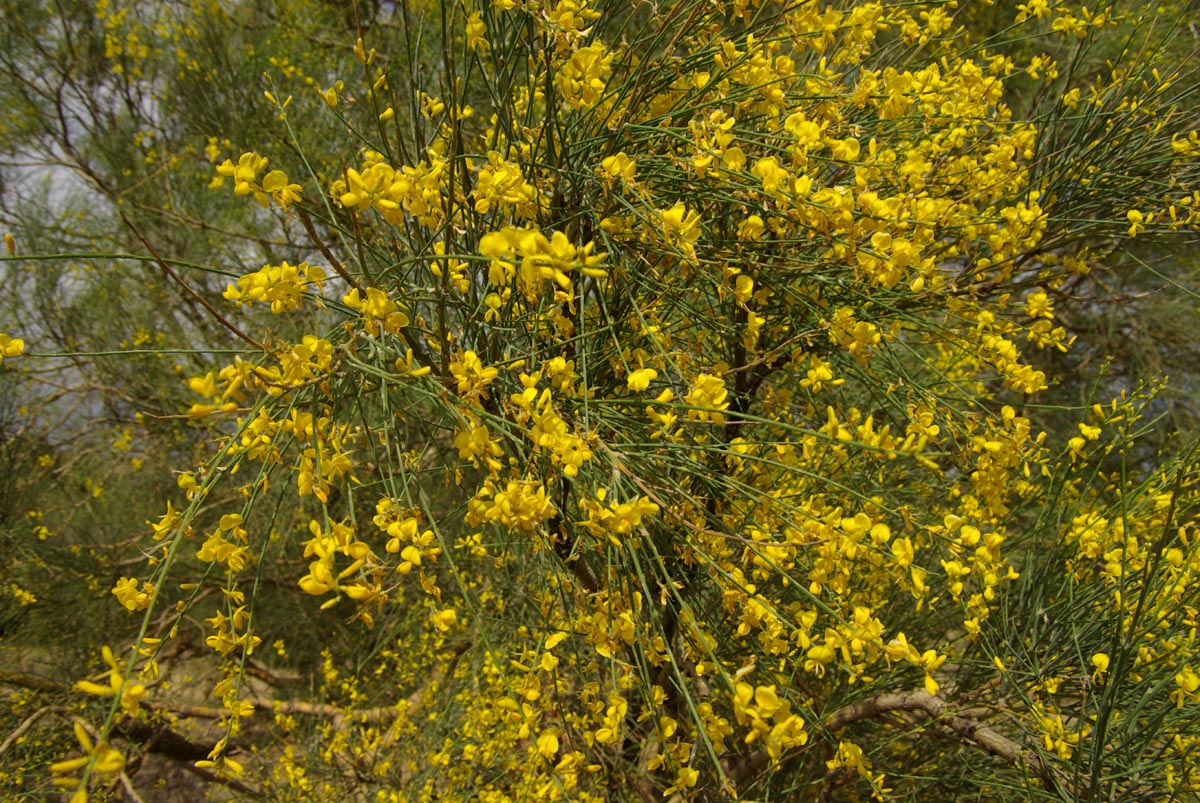
Ramas floridas